# Birkenhead River
Birkenhead River är ett vattendrag i Kanada.   Det ligger i provinsen British Columbia, i den sydvästra delen av landet, 3 500 km väster om huvudstaden Ottawa. Birkenhead River ligger vid sjön Lillooet Lake.
Trakten runt Birkenhead River är nära nog obefolkad, med mindre än två invånare per kvadratkilometer.